# أوتيس نورتن
أوتيس نورتن (بالإنجليزية: Otis Norton)‏ هو شخصية أعمال ومصرفي وسياسي أمريكي، ولد في 27 فبراير 1809، وتوفي في 15 مايو 1889. انتخب عضو مجلس ولاية ويسكونسن.